# Pavel Staněk (politik ANO)
Pavel Staněk (* 20. ledna 1967 Kyjov) je český politik, v letech 2017 až 2021 poslanec Poslanecké sněmovny PČR, v letech 2014 až 2022 zastupitel města Brna (v letech 2015 až 2018 navíc radní města), bývalý člen hnutí ANO 2011.

## Život
Narodil se v Kyjově, vyrůstal v nedalekých Jestřabicích. Od dob jeho studií je však jeho život spojený s Brnem. Vystudoval informatiku na Fakultě strojní Vysokého učení technického v Brně (získal titul Ing.).
Po revoluci spoluzaložil firmu GEMMA Systems, která dodává počítačové systémy například pro řízení výroby středních a velkých firem nebo pro správu dat na úřadech.
Pavel Staněk je rozvedený a má čtyři děti. Žije v Brně, konkrétně v části Žabovřesky.

## Politické působení
Od roku 2013 byl členem hnutí ANO 2011. V komunálních volbách v roce 2014 byl za hnutí zvolen zastupitelem města Brno a městské části Brno-Žabovřesky. V městské části se následně stal místopředsedou Kontrolního výboru a ve městě pak členem Finančního výboru a předsedou Komise informatiky a otevřenosti radnice. Dne 8. prosince 2015 byl navíc zvolen radním města, na starosti dostal komunikaci a spolupráci s městskými firmami. Své členství v zastupitelstvu městské části Brno-Žabovřesky, jakož i funkce v Kontrolním výboru a Finančním výboru tamtéž, ukončil k 22. listopadu 2017.
Ve volbách do Senátu PČR v roce 2016 kandidoval za hnutí ANO 2011 v obvodu č. 55 – Brno-město. Se ziskem 19,65 % hlasů postoupil z prvního místa do druhého kola, v němž však prohrál poměrem hlasů 47,36 % : 52,63 % s kandidátem ČSSD Janem Žaloudíkem a senátorem se tak nestal.
Ve volbách do Poslanecké sněmovny PČR v roce 2017 byl zvolen za hnutí ANO 2011 poslancem v Jihomoravském kraji. Byl členem Hospodářského výboru PS PČR, Kontrolního výboru PS PČR, Stálé komise pro kontrolu činnosti Národního úřadu pro kybernetickou a informační bezpečnost a Stálé delegace Parlamentu do Parlamentního shromáždění rady Evropy.
V komunálních volbách v roce 2018 obhájil mandát zastupitele města Brna. Kandidoval též do Zastupitelstva městské části Brno-Žabovřesky (8. místo na kandidátce), ale neuspěl.
V červnu 2020 pozbyl členství v hnutí ANO 2011 se zrušením brněnské buňky hnutí. V prosinci 2020 pak uvedl, že do hnutí ani znovu vstupovat nehodlá a v roce 2021 nebude kandidovat do Sněmovny. Ve volbách do Poslanecké sněmovny PČR v roce 2021 pak skutečně již nekandidoval. Také v komunálních volbách v roce 2022 již nekandidoval.